# ئاشتی
ئاشتی (Aştî) یا آشتی (به معنی «صلح» در فارسی)، اولین روزنامهٔ کردی-فارسی ایران است که به دو زبان فارسی و کردی که به مدیرمسئولی برهان لهونی و سردبیری بهرام ولدبیگی مدیر انستیتو فرهنگی کردستان در تهران منتشر می‌شد. روزنامه آشتی در تهران در موضوعات فرهنگی، اقتصادی، سیاسی و اجتماعی چاپ می‌شود و در کلیه مناطق کردنشین ایران و عراق توزیع می‌گردد. این روزنامه به صورت هفتگی چاپ می‌شد. اما در سال ۱۳۸۴ شمسی، از جانب دولت جمهوری اسلامی ایران ممنوع و توقیف شد.